# 사도신경
사도신경(使徒信經, 라틴어: Symbolum Apostolicum) 또는 사도신조는 기독교에서 사용되는 신앙고백의 하나이다. 사도신경은 5세기 갈리아(현 프랑스 지역)에서 4세기 고대 로마신경을 발전시켜 만들어진 것으로 추정된다. 8세기부터 라틴 전례에서 사용되었고, 이를 계승한 다양한 서방 기독교 전통에서도 활용되고 있다.
사도신경은 오늘날 가톨릭 교회, 루터교, 성공회, 장로교, 모라비안 교회, 감리교, 회중교회 등의 여러 현대 기독교 교파의 전례와 교리 교육에서 사용된다.
사도신경은 381년에 채택된 니케아-콘스탄티노폴리스 신경보다는 짧지만, 성부, 성자, 성령의 삼위일체에 대한 명확한 고백을 담고 있다. 그러나 사도신경은 니케아 신경에서 다뤄진 일부 기독론적 쟁점을 언급하지 않는다. 특히 예수와 성령의 신성에 대해 명시적으로 고백하지 않기 때문에, 중세 라틴 전통에서는 사도신경이 니케아 신경보다 더 이른 시기에 작성된 것으로 여겨졌다.
"사도신경"이라는 명칭은 AD 390년 밀라노 회의의 서신에서 처음 언급되었다. 당시에는 열두 사도가 각자 한 항목씩 기여하여 12개 조항의 신경이 완성되었다는 믿음이 있었다.

## 역사
초대교회 즉, 2세기 교회에서 정리한 세례의 믿음 고백 형식이 3세기 이래로 발전하여 사도신경의 기본이 되었다.
4세기가 되어 처음으로 사도신경이란 이름으로 불리며 사도적 기원과 설화가 나타났다. 5세기 들어서야 현재 형태를 갖추었으며, 10세기 완결된 형태로 오토 대제가 니케아-콘스탄티노플 신경과 함께 서방교회에서 공식 사용하기 시작했다.

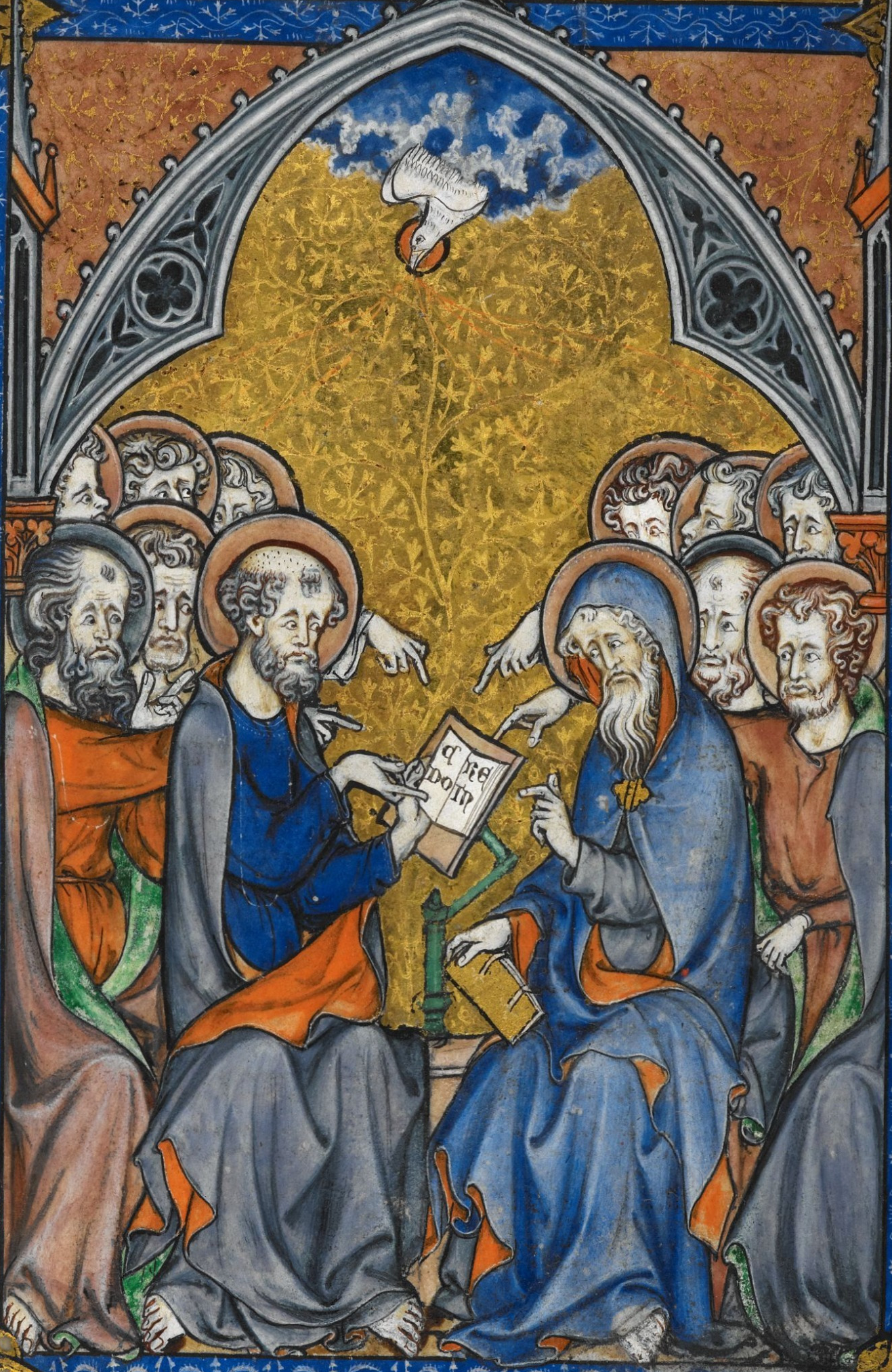
사도들이 성령의 영감을 받아 사도신경을 작성하는 모습을 나타낸 13세기 필사본의 삽화.

"신경"혹은 "신조"로 번역되는 라틴어 '심볼룸(Symbolum)'은 원래 식별을 위한 표식이나 증표를 의미하는 그리스어 '심볼론(σύμβολον)'에서 유래한 단어로, 기독교에서는 ‘그리스도인의 뚜렷한 표식’이라는 의미로 신앙 고백을 뜻하게 되었다. 이러한 의미로의 사용은 3세기 중엽 처음 등장하며, 성 치프리아노와 성 페르밀리아누스의 서신에서 확인된다. 특히 성 페르밀리아누스는 삼위일체의 신앙 고백을 "삼위일체의 신조"라고 부르며, 이것이 세례 의식의 필수 요소임을 인정하였다.

여기에 "사도"가 붙은 꼴은 AD 390년경 밀라노 회의에서 교황 시리치오에게 보낸 서신에서 처음 등장한다. 이 서신은 성 암브로시우스가 작성한 것으로 추정되는데, 다음과 같은 내용을 담고 있다.
로마 교회가 항상 순수하게 보존해온 사도들의 신앙 고백(라틴어: Symbolum Apostolicum)을 신뢰하라."
여기서 언급된 "Symbolum Apostolicum"은 오늘날의 사도신경의 직접적인 전신인 고대 로마 신경을 의미한다. 사도신경이 열두 사도가 각각 12개 조항 중 하나씩 기여하여 공동으로 작성했다는 전승은 이미 이 시기부터 존재했다.
고대 로마 신경은 지상명령이라고도 하는 마태복음 28장 19절, "그러므로 너희는 가서 모든 민족을 제자로 삼아 아버지와 아들과 성령의 이름으로 세례를 베풀고"에서 유래한 더 간결한 신앙 고백에서 발전하였다. 이러한 초기 형태의 신앙 고백은 2세기 후반인 180년경에는 이미 문서화된 형태로 존재했을 것으로 보기도 한다.

한편 현재까지 발견된 가장 오래된 신조는 150~180년경에 작성된 《갈릴리에서의 유언》의 일부로, 이 신앙 고백은 다음과 같이 기록되어 있다.
"나는 전능하신 아버지를 믿으며, 예수 그리스도, 우리의 구세주를 믿으며, 성령, 보혜사를 믿으며, 거룩한 교회와 죄의 사함을 믿는다."
이 신앙 고백은 고대 로마 신경에서 중요한 부분인 그리스도론적 내용이 빠져 있는 것이 특징이다.
현재 우리가 알고 있는 형태로는 5세기 중반경에 남부 갈리아에서 발전되었을 가능성이 가장 높다. 리예의 포스투스는 현재의 사도신경과 거의 동일한 신조를 기록하였다. 그러나 포스투스가 사용했던 원문은 정확히 복원할 수 없기에 동일한 본문을 사용했는지는 확실하지 않다. 다만, 5세기 후반에는 "infera"라는 단어가 "inferos" 대신 사용된 것을 제외하고는 현재의 사도신경과 동일한 버전이 기록되어 있다.
한편, 고대 로마 신경은 4세기부터 7세기까지 로마 교회의 표준 전례 본문으로 사용되었다. 그러나 샤를마뉴 대제의 지배 아래 있던 8세기 후반에 이르러서야 갈리아 버전의 사도신경으로 대체되었다. 샤를마뉴는 이 신경을 자신의 영토 전역에 강제적으로 도입하였다.
사도신경의 각 조항은 비록 고대 로마 신경에는 포함되어 있지 않더라도, 이레니우스, 터툴리아누스, 노바티아누스, 마르켈루스, 루피누스, 암브로시우스, 아우구스티누스, 니케타스, 에우세비우스 갈루스 등 교부들의 저작에서 유사한 고백을 발견할 수 있다. 오늘날 우리가 알고 있는 사도신경의 온전한 초기 형태는 710년에서 714년 사이에 작성된 성 피르미니우스의 저작 《개별 성경책에서의 발췌》((De singulis libris canonicis scarapsus)에서 처음 등장한다. 이 저작은 《라틴 교부 문헌집》(Patrologia Latina) 89권 1029쪽에 수록되어 있다.
이외에도 다른 역사학자들은 750년경에 작성된 《피르미니우스 수도원의 장로의 발췌록》(Dicta Abbatis Pirminii de singulis libris canonicis scarapsus)에서 사도신경이 처음 등장한다고 주장하기도 한다.
"지옥에 내려가셨다(descendit ad inferos)"라는 구절은 니케아 신경에는 등장하지 않고 사도신경에서 처음 발견되는데, 이 구절은 루피누스의 아퀼레이아 신경의 두 가지 버전 중 하나에서 처음 등장한다. 이후 이 구절은 서기 650년까지 어떤 신경에서도 다시 나타나지 않았다.
"성도의 교제"에 대한 언급은 고대 로마 신조에서도 나타나지 않는다. 또한, 야훼를 "하늘과 땅의 창조주"라고 언급하는 부분도 325년 니케아 신경에는 없지만, 381년의 니케아-콘스탄티노폴리스 신경의 확장된 버전에는 포함되어 있다.
동방 정교회는 사도신경을 사용하지 않는데, 사도신경의 내용에 반대하기 때문이 아니라 니케아 신경을 더 완전한 것으로 보기 때문이다. 피렌체 공의회에서 동방 정교회 대표들은 사도신경이 열두 사도에 의해 작성되었다는 서방 교회의 전통에 이의를 제기하였다. 이러한 전통은 역사적으로 근거가 없음을 로렌초 발라가 입증하였다.

한편, 로마 가톨릭 교회는 사도신경의 본문이 사도들 자신에게서 유래되었다고 주장하지 않는다. 대신, 로마 교리서는 다음과 같이 설명한다.
"사도신경은 사도들의 신앙을 충실하게 요약한 것으로 간주되기 때문에 '사도신경'이라고 불린다."

## 활용
11세기 이후 동방교회와의 분리 이후 서방교회에서 신앙의 기준으로 자리 잡아 지금도 서방교회 전통을 따르는 천주교회, 개신교회는 이를 예식에 사용한다.

### 서방교회의 종파별 활용
로마 가톨릭교회에서는 전례에 포함시켜 각종 예식이나 미사 때마다 사도신경을 통해 신앙을 고백하며, 성공회에서는 그리스도인으로서의 신앙을 되새기는 세례 계약을 다짐할 때와 만도 즉, 저녁 기도를 할 때 사도신경으로 믿음을 고백한다. 개신교에서는 예배 시작시 신앙을 고백하며, 세례와 기도 생활에서 중요한 위치를 차지한다. 현대에 들어서 찬양예배에 의한 예배 순서 변경이나, 교리적 선언 등 다른 신앙 고백으로 대체하는 경우도 있으나 여전히 주요 신앙고백문이다. 루터교에서는 예전적 예배를 지향하기 때문에, 정해진 예식에 따라 예배시에 사도신조로 신앙을 고백하고 있다.
역사적인 유래와 내용의 비성경성, 그리고 성경에 언급이 없다는 이유로, 반(反)로마 가톨릭교회 경향이 강한 침례교, 재림교, 그리스도의 교회 등의 개신교 종파들은 사도신경의 유효성을 부인하고 사용하지 않는다.

### 대한민국의 종파별 활용
서방교회 전통을 따르는 천주교와 개신교회는 대한민국에서도 동일하게 공식적인 고백문으로 활용한다. 대한민국 천주교회에서는 각종 예식이나 미사에서 고백한다. 대한민국 개신교회는 대부분 종파에서 이를 예배와 예식, 기도회에서도 고백한다. 국내 개신교 주요 교단인 장로교회, 감리교회, 성결교회, 순복음교회, 구세군교회, 성공회교회, 루터교회는 예배와 예식에서 공식적으로 고백하지만, 침례교회, 재림교회, 플리머스 형제단, 그리스도의 교회 등의 재건주의 성향 교단에서는 고백하지 않는다.

## 교파별 견해

### 음부강하
사도신경 라틴어 최종본을 보면 ‘지옥으로 내려가시고’(라틴어: descendit ad inferos, 영어: He descended into hell)라는 말이 제 9행에 나타난다.
이 문구는 종교개혁 시에도 거론된 부분이고, 다양한 신학적 의견이 제시되었다. 로마 가톨릭교회에서는 베드로의 첫째 편지(베드로전서) 3장 18~22절에 해당하는 그리스도 이전에 죽은 이들의 구원에 관한 내용이라고 주장하며, 그리스도가 음간에 내려갔음을 주장한다.
한스 큉은 근거한 성경구절인 베드로의 첫째 편지의 성서구절은 도리어 부활후 승천과 관련된 부분이라고 주장하며, 3장 19절 "갇혀있는 영혼들에게도 가셔서 기쁜 소식을 전하셨습니다"일 뿐 지옥이나 저승의 개념은 없다고 주장한다. (단, 이어지는 베드로전서 4장 6절에서는 좀 더 명시적으로 죽은 사람들에게 복음이 선포되었다고 언급되어 있다.) 더군다나 니케아 신경에서는 이 내용은 전혀 찾아볼 수 없으며, 역사적으로 이러한 신앙 고백 경향은 4세기 후반에야 등장하기 시작하므로 초기신앙고백으로 따를 수 없다고 주장한다. 이런 입장에서는 사도신경의 음부강하 부분이 7~8세기 경에 부활의 표상인 "죽음의 나라"를 묘사한 비잔틴 성화에서 영향을 받은 것으로 본다. 대한민국의 개신교에서는 원문에서 이 부분을 시신을 매장한 이후, 저승에 내려 가도록 장례를 치르는 과정으로 보고, 이 부분과 매장 부분을 합쳐 '장사(葬事)되어'로 번역하였다. 다만, 성공회의 사도신경에서는 '죽음의 세계에 내려가시어'라고 고백하고 있다.

### 교회론
사도신경 라틴 원문을 보면 ‘거룩한 보편교회’(라틴어: sanctam Ecclesiam catholicam, 영어: Holy Catholic Church)라는 말이 제 14행에 나타난다. 이는 온 교회가 성령께서 계신 거룩한 교회요, 하느님의 나라가 오게 될 때까지 모든 사람에게 열린 보편교회임을 말해준다.
한국에서는 사도신경의 ‘거룩한 보편교회’(Holy Catholic Church)를 개신교에서는 거룩한 공회(公會) 또는 거룩한 공교회(公敎會)라고 번역하며, 대한성공회는 거룩한 공교회, 천주교는 거룩하고 보편된 교회로 번역하고 있다. 그러나 대한민국의 개신교 신학자인 이성덕 배재대학교 교수는 개신교에서 쓰는 한글 사도신조의 "공회"를 '보편적 교회'로 고쳐야 한다고 주장했는데, "공회"가 보편 교회(Catholic Church)를 옮긴 말임을 모르는 일부 평신도들이 자칫 공회를 예수를 하느님의 아들로 자칭한 자라며 단죄한 산헤드린 의회로 오해할 수도 있기 때문이다.(이성덕, 《이야기 교회사》, 살림출판사) 381년 콘스탄티노플 공의회가 채택한 니케아-콘스탄티노폴리스 신경에서 이미 'catholic'이라는 표현을 쓰고 있으며, 김진혁 휏불트리니티 신학대학원대학교 교수도 catholic church를 공교회라고 번역한다. (김진혁, 《우리가 믿은 것들에 대하여.》, 복있는 사람 182-185쪽)다.

## 라틴어 원문 (Credo)
라틴어 원문은 다음과 같다.
1. Credo in Deum Patrem omnipotentem,
2. Creatorem caeli et terrae.
3. Et in Jesum Christum,
4. Filium eius unicum, Dominum nostrum,
5. qui conceptus est de Spiritu Sancto,
6. natus ex Maria Virgine,
7. passus sub Pontio Pilato,
8. crucifixus, mortuus, et sepultus,
9. descendit ad inferos, tertia die resurrexit a mortuis,
10. ascendit ad caelos,
11. sedet ad dexteram Dei Patris omnipotentis,
12. inde venturus est iudicare vivos et mortuos.
13. Credo in Spiritum Sanctum,
14. sanctam Ecclesiam catholicam,
15. sanctorum communionem,
16. remissionem peccatorum,
17. carnis resurrectionem et vitam aeternam.
18. Amen.

## 한국어 번역
천주교회와 성공회, 개신교가 사용하는 한국어로 된 사도신경에는 번역 상의 크고 작은 차이가 있다.

### 천주교
| 1. 전능하신 천주 성부 2. 천지의 창조주를 저는 믿나이다. 3. 그 외아들 4. 우리 주 예수 그리스도님 5. 성령으로 인하여 6. 동정 마리아께 잉태되어 나시고 7. 본시오 빌라도 통치 아래서 고난을 받으시고 8. 십자가에 못박혀 돌아가시고 묻히셨으며 9. 저승에 가시어 사흗날에 죽은 이들 가운데서 부활하시고 10. 하늘에 올라 11. 전능하신 천주 성부 오른편에 앉으시며 12. 그리로부터 산 이와 죽은 이를 심판하러 오시리라 믿나이다. 13. 성령을 믿으며 14. 거룩하고 보편된 교회와 15. 모든 성인의 통공을 믿으며 16. 죄의 용서와 17. 육신의 부활을 믿으며 영원한 삶을 믿나이다. 18. 아멘. | 1. I believe in God, the Father almighty, 2. creator of heaven and earth. 3. I believe in Jesus Christ, 4. his only Son, our Lord. 5. He was conceived by the power of the Holy Spirit 6. and born of the Virgin Mary. 7. He suffered under Pontius Pilate, 8. was crucified, died, and was buried. 9. He descended into hell. On the third day he rose again. 10. He ascended into heaven 11. and is seated at the right hand of the Father. 12. He will come again to judge the living and the dead. 13. I believe in the Holy Spirit, 14. the holy catholic Church, 15. the communion of saints, 16. the forgiveness of sins, 17. the resurrection of the body, and the life everlasting. 18. Amen. |

### 성공회
| 1. 나는 믿나이다. 2. 전능하신 하느님 아버지, 3. 하늘과 땅의 창조주를 믿나이다. 4. 하느님의 외아들, 5. 우리 주 예수 그리스도 6. 성령으로 7. 동정녀 마리아에게 잉태되어 나시고 8. 본티오 빌라도 치하에서 고난을 받으시고 9. 십자가에 못박혀 죽으시고 묻히셨으며, 10. 죽음의 세계에 내려가시어 사흘만에 죽은 자들 가운데서 부활하시고 11. 하늘에 올라 12. 전능하신 하느님 오른편에 앉아계시며, 13. 산 이와 죽은 이를 심판하러 다시 오시리라 믿나이다. 14. 성령을 믿으며 15. 거룩한 공교회와 16. 모든 성도의 상통을 믿으며 17. 죄의 용서와 18. 몸의 부활을 믿으며 영원한 생명을 믿나이다. 19. 아멘. | 1. I believe in God the Father Almighty, 2. Maker of heaven and earth; 3. And in Jesus Christ 4. his only Son our Lord, 5. Who was conceived by the Holy Ghost, 6. Born of the Virgin Mary, 7. Suffered under Pontius Pilate, 8. Was crucified, dead, and buried, 9. He descended into hell; The third day he rose again from the dead, 10. He ascended into heaven, 11. And sitteth on the right hand of God the Father Almighty; 12. From thence he shall come to judge the quick and the dead. 13. I believe in the Holy Ghost; 14. The holy Catholick Church; 15. The Communion of Saints; 16. The Forgiveness of sins; 17. The Resurrection of the body, And the life everlasting. 18. Amen. | 1. I believe in God, the Father almighty, 2. creator of heaven and earth. 3. I believe in Jesus Christ, 4. his only Son, our Lord, 5. who was conceived by the Holy Spirit, 6. born of the Virgin Mary, 7. suffered under Pontius Pilate, 8. was crucified, died, and was buried; 9. he descended into hell. On the third day he rose again; 10. he ascended into heaven, 11. he is seated at the right hand of the Father, 12. and he will come to judge the living and the dead. 13. I believe in the Holy Spirit, 14. the holy catholic Church, 15. the communion of saints, 16. the forgiveness of sins, 17. the resurrection of the body, and the life everlasting. 18. Amen. |

### 개신교
개신교의 사도신경은 최근 한국기독교총연합회와 한국기독교교회협의회에서 각자 재번역한 시도가 있으나, 이 번역들은 현재 어느 교단에서도 사용되지 않고 있다. 기존의 사도신경 번역문이 대부분의 교단에서 사용되며, 대한예수교장로회(통합)의 새 번역이 장로교 일부에서 사용된다.
1. 전능하사 천지를 만드신 하나님 아버지를
2. 내가 믿사오며,
3. 그 외아들
4. 우리 주 예수 그리스도를 믿사오니,
5. 이는 성령으로 잉태하사
6. 동정녀 마리아에게 나시고,
7. 본디오 빌라도에게 고난을 받으사,
8. 십자가에 못박혀 죽으시고,
9. 장사한지 사흘만에 죽은자 가운데서 다시 살아나시며,
10. 하늘에 오르사,
11. 전능하신 하나님 우편에 앉아 계시다가,
12. 저리로서 산 자와 죽은 자를 심판하러 오시리라.
13. 성령을 믿사오며,
14. 거룩한 공회와,
15. 성도가 서로 교통하는 것과,
16. 죄를 사하여 주시는 것과,
17. 몸이 다시 사는 것과, 영원히 사는 것을 믿사옵나이다.
18. 아멘.

#### 예장통합 새 사도신조
| 1. 나는 전능하신 아버지 하나님, 2. 천지의 창조주를 믿습니다. 3. 나는 그의 유일하신 아들, 4. 우리 주 예수 그리스도를 믿습니다. 5. 그는 성령으로 잉태되어 6. 동정녀 마리아에게서 나시고, 7. 본디오 빌라도에게 고난을 받아 8. 십자가에 못 박혀 죽으시고, 9. 장사된 지 사흘만에 죽은 자 가운데서 다시 살아나셨으며, 10. 하늘에 오르시어 11. 전능하신 아버지 하나님 우편에 앉아 계시다가, 12. 거기로부터 살아있는 자와 죽은 자를 심판하러 오십니다. 13. 나는 성령을 믿으며, 14. 거룩한 공교회와 15. 성도의 교제와 16. 죄를 용서 받는 것과 17. 몸의 부활과 영생을 믿습니다. 18. 아멘. | 1. I believe in God the Father Almighty, 2. maker of heaven and earth; 3. And in Jesus Christ his only Son our Lord: 4. who was conceived by the Holy Spirit, 5. born of the Virgin Mary, 6. suffered under Pontius Pilate, 7. was crucified, dead, and buried; 8. he descended into hell, 9. the third day he rose again from the dead; 10. he ascended into heaven, 11. and sitteth on the right hand of God the Father Almighty; 12. from thence he shall come to judge the quick and the dead. 13. I believe in the Holy Spirit, 14. the holy universal church, 15. the communion of saints, 16. the forgiveness of sins, 17. the resurrection of the body, and the life everlasting. 18. Amen. |

#### 교회일치를 위한 영어 예전문서
Ecumenical version of the English Language Liturgical Consultation(교회일치를 위한 영어 예전문서)
1. I believe in God, the Father almighty,
2. creator of heaven and earth.
3. I believe in Jesus Christ,
4. God's only Son, our Lord,
5. who was conceived by the Holy Spirit,
6. born of the Virgin Mary,
7. suffered under Pontius Pilate,
8. was crucified, died, and was buried;
9. he descended to the dead. On the third day he rose again;
10. he ascended into heaven,
11. he is seated at the right hand of the Father,
12. and he will come to judge the living and the dead.
13. I believe in the Holy Spirit,
14. the holy catholic Church,
15. the communion of saints,
16. the forgiveness of sins,
17. the resurrection of the body, and the life everlasting.
18. Amen.

## 같이 보기
- 니케아-콘스탄티노폴리스 신경
- 아타나시우스 신경
- 주님의 기도